# Steirastoma thunbergii
Steirastoma thunbergii es una especie de escarabajo del género Steirastoma, familia Cerambycidae. Fue descrita científicamente por Thomson en 1865.
Se distribuye por Brasil y Uruguay. Posee una longitud corporal de 23 milímetros. El período de vuelo de esta especie ocurre únicamente en el mes de octubre.